# Ragnarok Online
Ragnarok Online (RO) és un joc de rol online (MMORPG) en el qual cada jugador crea un personatge del qual tria el nom i l'estètica. L'objectiu és fer-lo pujar de nivell. Una particularitat d'aquest joc són els seus gràfics, ja que combinen 3D i 2D. Els personatges, tant els jugadors com els NPCs (jugadors controlats per la màquina), estan en 2D, i els entorns, que tenen qualitat i moltes textures, en 3D.

## Funcionament i temàtica
El personatge va pujant de nivell, matant monstres que donen l'experiència necessària per pujar nivells i que va augmentant a mesura que el nivell és més elevat. Els monstres també deixen anar objectes, que més tard són útils per aconseguir diners.

### L'equipament
En el videojoc també és important un equip. L'equip és la indumentària que porta el personatge, i pot dur moltíssims objectes diferents. Aquests objectes ajuden que el personatge tingui més atac, més defensa, etc. En general, a millorar-lo.

### Les cartes
En Ragnarok hi ha cartes, que juntament equipades amb el nostre equip incrementaran el poder del personatge notablement. Cada carta és d'un monstre determinat (X monstre amolla la carta X) i cada carta té unes habilitats determinades que en aplicar-les a un peça d'equip, aquest aconseguirà les habilitats proporcionades per la carta.

### El Regne virtual de Rune Midgard
A tot el món de Ragnarok, Rune Midgard, hi ha tota una sèrie de ciutats, masmorres i mapes on es poden trobar tots aquests monstres necessaris per pujar nivells, els quals variaran de dificultat. Per moure's entre les ciutats es pot utilitzar un NPC que en transporta, pagant una petita quantitat de diners, a gairebé totes les ciutats de Rune Midgard.

### Les Guilds
En el joc hi ha Guilds (gremis), que consisteixen en un grup de gent que es fa un clan, fomentant la relació entre aquests, que s'uneixen per aconseguir un Castell. Els Castells se situen a la majoria de les ciutats (les més importants). Els avantatges que proporciona un castell són:
- Proporciona objectes de qualitat gratuïtament.
- El símbol del gremi apareix a les banderes de la ciutat, el que fa que sigui respectat.
- Per la diversió que comporta competir contra altres jugadors reals.

## GW o WoE
Les GW (Guild Wars) o WoE (War of Emperium) són una de les característiques més notables del joc. És la guerra entre gremis on, deliberadament, cada gremi pot atacar-ne un altre o tots els desitjats.
Per poder participar en aquesta guerra cal ser membre d'un d'aquests grups, les opcions són unir-se a una Guild ja creada o crear-ne una pròpia, per això és necessari un Emperium.
L'objectiu d'aquestes guerres és el domini d'uns castells, els castells que hi ha repartits arreu de les ciutats del Regne de Rune Midgard, i que proporcionen un gran prestigi i proporcionen objectes molt preuats als gremis que els posseeixen.

## Jobs i nivells
Les jobs són les "feines" que hom pot ser. A mesura que avances el nivell es pot anar escollint un camí o un altre.
Tots els jugadors comencen amb un Novice, personatge que es manté des del nivell 1 al 10 de job, que coincideix aproximadament amb el nivell 12 de base. (Agafarem el nivell base com una referència, ja que no varia fins que renaixem, en canvi el nivell de job varia segons Job que hem tirat).
Un cop ets nivell 10 de job de novice pots optar per fer-te Supernovice a nivell 40 de base, opció poc recomanable, ja que són més dèbils que la resta de personatges i es tenen fins a nivell 99.
També a nivell 12 de base, més o menys, i 10 de job es pot triar entre:
- Swordman: Personatges amb gran resistència física i que poden portar armadures amb molta defensa, se solen utilitzar de tanc per aquest motiu. Poden portar des d'espases a una i dues mans fins a llances i destrals. Deriven a les Second Class job: Crusader o Knight.
- Archer: Personatges amb molta destresa, per aquest motiu utilitzen tota mena d'arcs. Deriven a: Hunter o Bard/Dancer.
- Magician: Personatges amb poca defensa física i atac, es caracteritzen pel seu alt poder màgic que utilitzen per atacar. Utilitzen ganivets o ceptres/varetes. Deriven a: Wizzard o Sage.
- Merchant: Personatges que es caracteritzen per ser la base del comerç de Rune Midgar, poden vendre més car i comprar més barat als NPC i posar botigues per vendre els seus propis objectes. No s'han de menysprear en batalla perquè també tenen un gran poder com a melee. Poden usar destrals i espases petites. Deriven a: Blacksmith o Alchemist.
- Acolyte: Personatges caracteritzats per tenir habilitats de suport per a ells o els seus companys, tenen gran poder i defensa contra monstres de tipus dimoni o no-morts. Utilitzen maces o ceptres. Deriven a: Monk o Priest.
- Thief: Personatges caracteritzats per la seva gran agilitat i sigil, poden amagar-se, enverinar i atacar per sorpresa. Poden usar dagues, espases petites, destrals petites i arcs petits. Deriven a: Assasin o Rogue.

Al joc es tenen dos tipus de nivells, el Base seria el nivell del personatge que quan es puja permet pujar els stats (la "forma física" dels personatges), són: 
- Agilitat: Provoca que els enemics et fallin, augmenta la teva ASPD (Attack speed, velocitat d'atac) i la velocitat de caminar.
- Força: Augmenta la força d'atac dels personatges i lleugerament la defensa d'aquests.
- Destresa: Provoca que quan s'està atacant, no es fallin els atacs. També augmenta el dany mínim.
- Vitalitat: Endureix els personatges, els augmenta la vida i la defensa.
- Intel·ligència: Augmenta el poder màgic i la SP, així com la seva velocitat de regeneració.
- Sort: Augmenta el teu percentatge d'atacs crítics, uns atacs imparables i més destructors.

Els altres són els Job, els que permeten pujar els skill points (els skill points són els punts que es tenen per escollir les habilitats del personatge, variaran segons la feina) i quan es pugen permeten canviar de feina.